# 알테어 항공
알테어 항공(Altair Airlines)은 미국 펜실베이니아주 필라델피아에 위치했던 항공사이다. 1967년부터 1982년까지 운행하였다. 1982년 6월 15일 시스템 시간표에 따르면 이 알테어라는 이름은 1등급 항성 Altairius에서 비롯되었다.

## 1969년 도착지
1969년 7월 1일 시스템 시간표 기준 도착지이다.
- 올버니 (뉴욕주) (ALB)
- 앨런타운 (펜실베이니아주)/베슬리헴 (펜실베이니아주)/이스턴 (펜실베이니아주) (ABE)
- 볼티모어 (BWI)
- 해리스버그 (MDT)
- 필라델피아 (PHL) – Hub & airline headquarters
- 레딩 (펜실베이니아주) (RDG)
- 리치먼드 (버지니아주) (RIC)
- 워싱턴 D.C. National Airport (DCA)
- 화이트플레인스 (뉴욕주) (HPN)
- 윌크스배리/스크랜턴 (펜실베이니아주) (AVP)
- 윌밍턴 (델라웨어주) (ILG)

## 1982년 도착지
1982년 6월 15일 시스템 시간표 기준 도착지이다.
- 버펄로 (뉴욕주) (BUF)
- 찰스턴 (사우스캐롤라이나주) (CHS)
- 그린즈버러 (GSO)
- 하트퍼드 (코네티컷주) (BDL)
- 잭슨빌 (JAX)
- 노퍽 (버지니아주) (ORF)
- 필라델피아 (PHL) – Hub & airline headquarters
- 프로비던스 (PVD)
- 롤리/더럼 (노스캐롤라이나주) (RDU)
- 로체스터 (뉴욕주) (ROC)
- 새러소타 (SRQ)
- 서배너 (SAV)
- 탬파 (TPA)
- 워싱턴 D.C. National Airport (DCA)

## 같이 보기
- 미국의 없어진 항공사 목록